# Додаков Іван Якимович
Іван Якимович Додаков (21 січня 1916 року, село Холопково, зараз — село Перемога, Глухівський район, Сумська область, Україна — 14 травня 1994 року, Суми, Україна) — радянський державний діяч. Герой Соціалістичної Праці.

## Біографія
Іван Якимович Додаков народився 21 січня 1916 року в селі Холопково, зараз — село Перемога Глухівського району Сумської області.
Додаков працював вчителем в Недригайлівському районі Сумської області, потім — завідувачем районного відділу народної освіти.
Брав участь у Другій світовій війні.
Після закінчення війни Додаков прийнятий на партійну роботу в Сумській області, очолював партійні організації Шалигінського чи Червоного районів.
З 1960 по 1980 роки — перший секретар Кролевецького районного комітету КПУ.
У 1962 році Іван Додаков закінчив з відзнакою Вищу партійну школу при ЦК КПРС.
Наказом Президіуму Верховної Ради СРСР від 8 квітня 1971 року за успіхи в розвитку сільськогосподарського виробництва та виконання восьмого п'ятирічного плану продажу державі продукції рослинництва і тваринництва першому секретарю Кролевецького райкому Компартії України Івану Додакову присвоєно звання Героя Соціалістичної Праці, орден Леніна та медалі «Серп і Молот».
Після виходу на пенсію Іван Додаков мешкав в м. Суми. Помер 14 травня 1994 року. Похований на Лучанському кладовищі в Сумах.

## Нагороди
- Медаль «Серп і Молот»;
- Орден Леніна;
- Орден Жовтневої Революції;
- Орден Трудового Червоного Прапора;
- Орден Вітчизняної війни 1-го ступеню;
- Орден «Знак Пошани»;
- Почесна грамота Президіуму Верховної Ради УРСР.